# ウィルマール・ロルダン
ウィルマール・アレクサンデル・ロルダン・ペレス（Wilmar Alexander Roldán Pérez、スペイン語発音: [ˈwilmaɾ rolˈdan ˈpeɾes] ; 1980年1月24日 - ）は、コロンビア・アンティオキア県レメディオス出身のサッカー審判員。
2003年からカテゴリア・プリメーラAの審判を務め、2008年に国際サッカー連盟 (FIFA) に国際審判員として登録された。
2011年にコパ・アメリカの審判員に選出され、グループステージ2試合と、ベネズエラ対ペルーの3位決定戦を担当した。さらにロルダンは、2012年のロンドンオリンピック男子サッカーと2013年のFIFAワールドカップ南米予選も担当した。
2013年3月、FIFAは、ブラジルで開催される2014 FIFAワールドカップの審判員候補52人に選ばれる。2014年1月、FIFAはワールドカップの審判団にロルダンを選出、グループA・メキシコ対カメルーンの試合を担当した。
2017年4月、ロルダンはロシアで開催されたFIFAコンフェデレーションズカップ2017の審判に選ばれ、オープニングマッチのロシア（開催国）対ニュージーランド（オセアニア）を担当した。
2018年6月、ロルダンはロシアで開催された2018FIFAワールドカップの審判団に2大会連続で選出され、グループG・チュニジア対イングランドの試合を担当した。